# Converse Bank
El Converse Bank CJSC es un banco privado armenio perteneciente al Advanced Global Investments LLC, compañía parte del holding argentino Corporación América.
En 2021 fue reconocido como el «Mejor proveedor de financiamiento comercial en Armenia» por la revista Global Finance.

## Historia
Creado en 1993 bajo el nombre de North Armenian Shareholding Bank, fue el primer banco en fundarse con inversión extranjera, desde la independencia de Armenia de la Unión Soviética en 1991.En 1997, cambio su personalidad jurídica a Closed Joint Stock Company (CJSC), cambiando también su nombre al actual.
En 2007, el 95 % de las acciones de la empresa fueron adquiridas por la firma estadounidense Advanced Global Investments LLC, propiedad del empresario argentino Eduardo Eurnekián, cuyos padres fueron inmigrantes armenios.El 5 % restante es propiedad de la Sede Madre de la Santa Echmiadzin.
El banco realiza actividades benéficas en el país, como la inversión de ֏47 millones, en 2018, para la mejora de las condiciones de los estudiantes en Ereván.